# آنو لامپ
آنو لامپ (استونیایی: Anu Lamp؛ زادهٔ ۲۹ مارس ۱۹۵۸) بازیگر، کارگردان تئاتر، صداپیشه و مترجم اهل استونی است.
همچنین برندهٔ جوایزی همچون نشان ملی لیاقت شده‌است.